# Altınova (district)
Altınova is een Turks district in de provincie Yalova en telt 20.916 inwoners (2007). De hoofdplaats is de gelijknamige stad Altınova. Het district heeft een oppervlakte van 95,2 km².
De bevolkingsontwikkeling van het district is weergegeven in onderstaande tabel.
| 1997   | 2000   | 2007   |
| ------ | ------ | ------ |
| 16.420 | 22.801 | 20.916 |

Altınova · Armutlu · Çiftlikköy · Çınarcık · Termal · Yalova